# Jan Olieslagers
Jan Olieslagers (Anversa, 14 maggio 1883 – Berchem, 23 marzo 1942) è stato un militare e aviatore belga, che nel corso della prima guerra mondiale fu un asso dell'aviazione con 6 vittorie accertate e 15 probabili. Insignito della Croce di Ufficiale dell'Ordine di Leopoldo II.

## Biografia

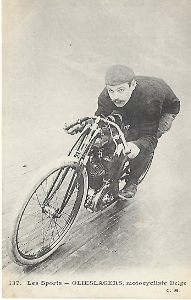
Jan Olieslagers a bordo di una motocicletta.

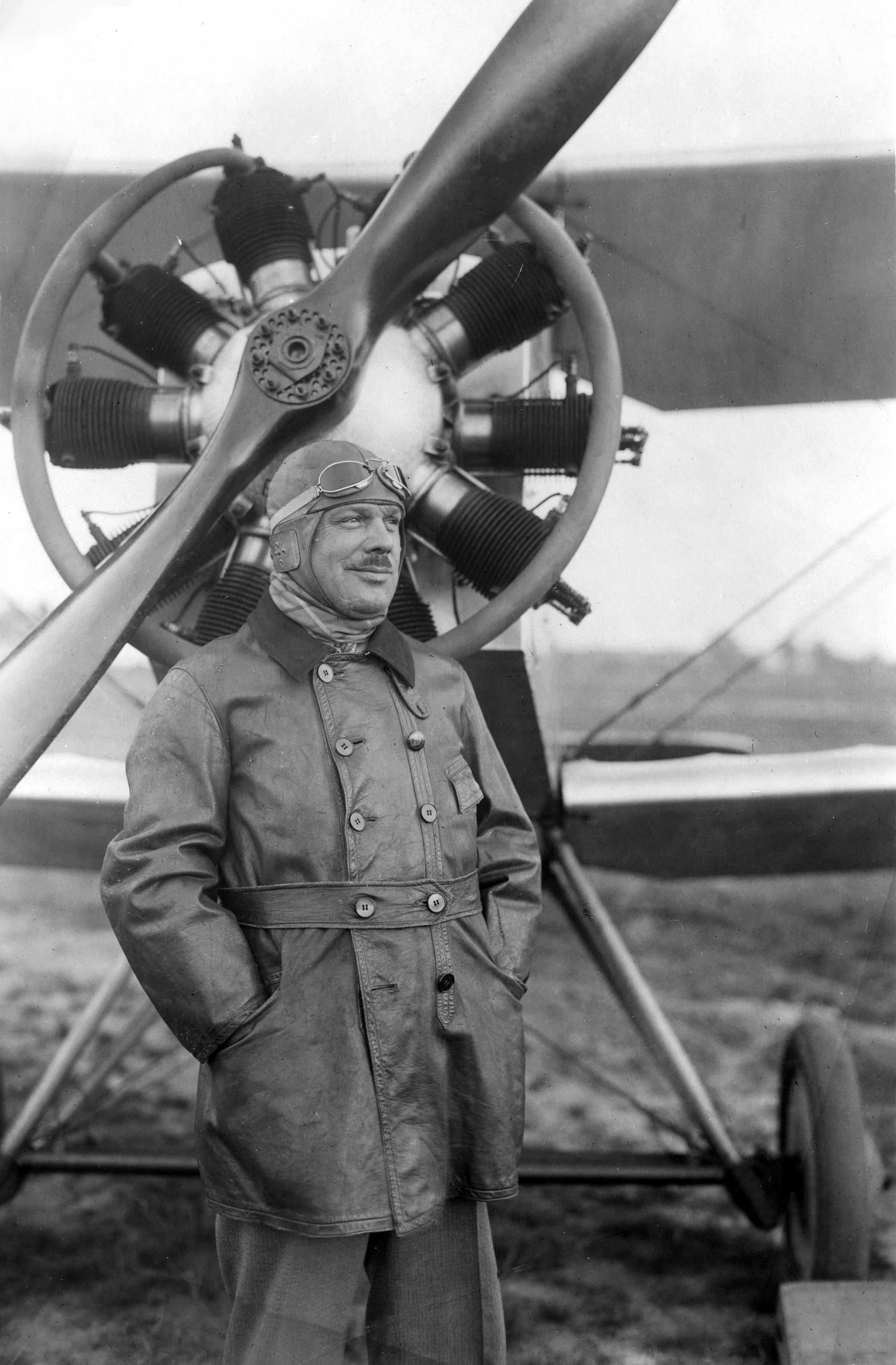
Jan Olieslagers davanti a un velivolo.

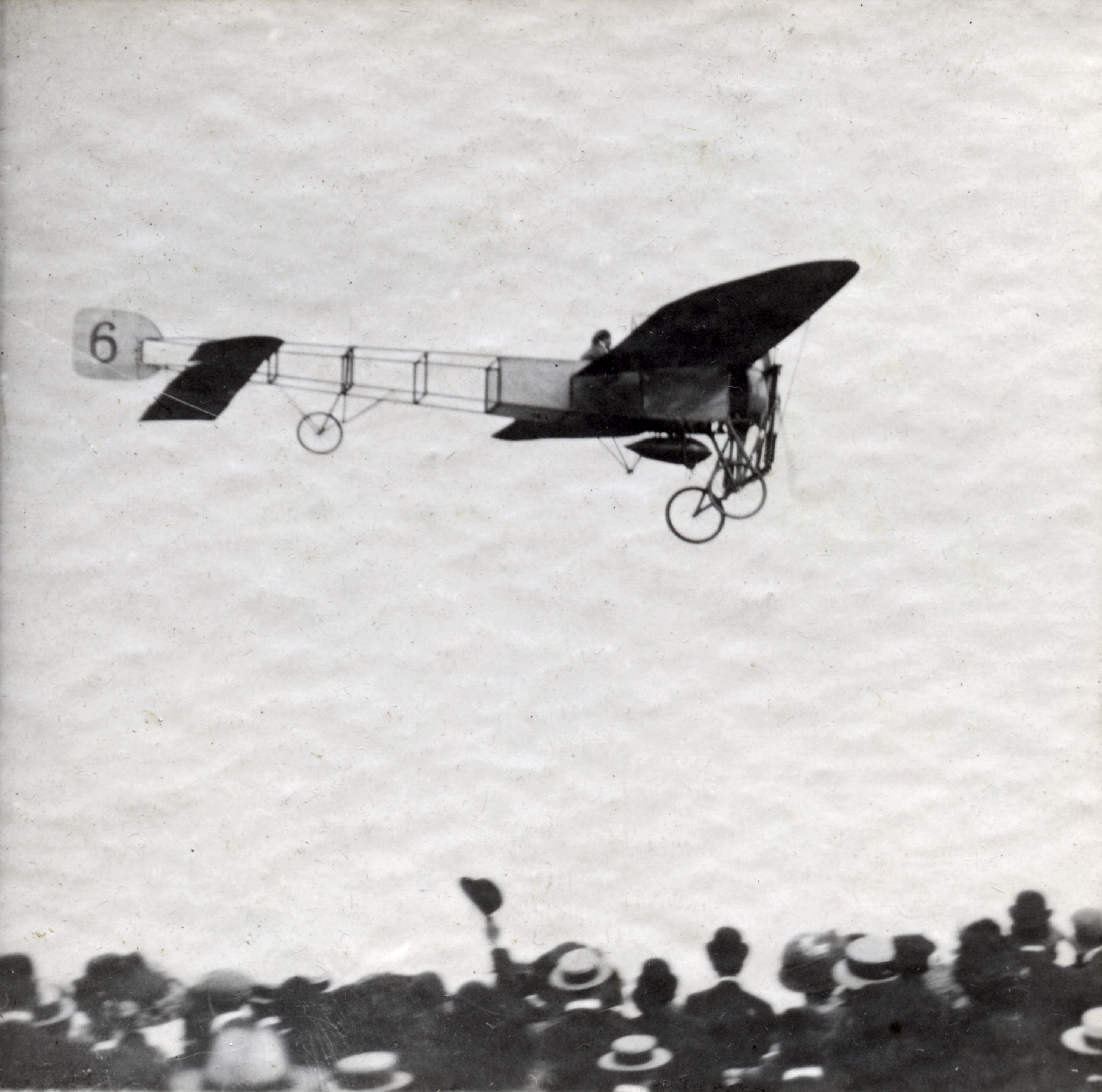
Jan Olieslagers in volo su un Blériot XI ad Amsterdam nel 1910.

Nacque ad Anversa il 14 maggio 1883, quarto dei sei figli di Léonard, originario dei Paesi Bassi che lavorava nel settore della manutenzione del porto, e di Johanna Coppens. Nell'aprile del 1895 perse il padre all'età di undici anni e fu costretto ad andare a lavorare in giovane età in un cantiere di riparazione di barche. Nel suo tempo libero lavorava anche presso un produttore di biciclette, e da qui nacque la sua passione per il ciclismo. All'età di 14 anni divenne un ciclista, nel 1901 motociclista di fama internazionale e nel 1902 vinse il titolo di Campione del mondo di velocità pura, seguito dal successo nella Parigi-Bordeaux-Parigi del 1904.  Accumulò record essendo il primo a raggiungere la velocità di 100 km/h. Gareggiò anche nelle competizioni di tiro a segno. 
A livello professionale, nel 1901 fu assunto dall'azienda motociclistica belga Minerva e, nel 1902, aprì un'agenzia di questa azienda a Parigi. Fu durante una visita all'aeroporto di Issy-les-Moulineaux, vicino a Parigi che, nel 1909, incontrò il famoso pioniere dell'aviazione brasiliano Alberto Santos-Dumont. Appassionatosi al mondo dell'aviazione, acquistò con i suoi due fratelli un monoplano Blériot XI per la cifra di 12.500 franchi francesi. Non avendo alcun addestramento formale di volo, interrogò il capo meccanico di Blériot, che gli diede alcuni consigli rudimentali su come far funzionare il velivolo. Il suo volo inaugurale nel settembre del 1909 iniziò bene, ma l'atterraggio fu troppo duro, ruppe il carrello di atterraggio e danneggiò un'ala. Il meccanico di Blériot era presente e lo rassicurò che il danno era di lieve entità, e lo stesso Louis Blériot stesso andò a vedere il danno e si congratulò con lui per il suo volo. Imparando dal suo errore ritornò a casa con il suo aereo, diventando il primo uomo a volare ad Anversa, in Belgio. In quel periodo incontrò diversi uomini d'affari interessati a esplorare le risorse naturali in Algeria. Iincaricato di effettuare rilievi geografici dall'alto, nel novembre 1909 partì per Orano con suo fratello Max, il suo meccanico e il suo aereo. Uno dei primi compiti fu quello di individuare un'area adatta per costruire una pista di atterraggio, che supervisionati da lui, fu realizzata impiegando 200 lavoratori per una lunghezza di lunga 500 metri. La popolazione locale era inizialmente terrorizzata dall'aereo, ma questa si trasformò rapidamente in curiosità ed euforia e quindi ogni volta che atterrava il controllo della folla divenne problematico. 
In Algeria provò per la prima volta le acrobazie aeree, e il suo tentativo di effettuare un otto si trasformò in un disastro quando l'aereo si impigliò in un filo del telegrafo. Il Blériot si schiantò al suolo e si incendiò prese fuoco, mentre il pilota se la cavò con delle ustioni e perse le sopracciglia e i  caratteristici baffi. Il motore fu recuperato e il resto dell'aereo abbandonato. Grazie a una raccolta fondi prontamente organizzata in Algeria, ordinò immediatamente a Blériot un nuovo aereo. Nel frattempo fu invitato dal governo spagnolo a partecipare al primo raduno aereo in Spagna dove vinse prima Coppa di Siviglia. La sua fama e la sua ricchezza crebbero esponenzialmente. Incontri aerei venivano organizzati in tutta Europa e la domanda superava le sue capacità di trasferire il suo aereo da una località all'altra, e così ordinò un secondo aereo Blériot nel 1910. La sua serie di vittorie in tutta Europa continuò, spesso vincendo grandi premi offerti dagli organizzatori. Il 31 marzo 1910 conseguì la licenza di pilota civile belga FAI n. 5 presso la scuola di Bollekens e vinse numerosi premi durante la seconda edizione della Grand Semaine d'aviation de la Champagne nel 1910. Il 7 luglio 1910 battere il record mondiale di distanza e durata in aereo, percorrendo 392 km in 5 ore e 3 minuti, il 24 luglio 1910 a Bruxelles, vinse tre premi durante uno manifestazione aerea: il premio di durata in volo (32 minuti, 3 secondi, 4/5), e il premio giornaliero e totale per aver raggiunto la tangenza di 1.140 metri. Il 30 luglio 1910 batté il record di altitudine, raggiungendo i 1.439 metri di altezza, durante il raduno nazionale dell'aviazione a Stockel, con un biplano. Il 3 agosto 1910, batte nuovamente il record mondiale di altitudine con 1.524 metri. 
Entro la fine del 1910 anno ordinò un terzo aereo Blériot; il modello più recente e veloce. Nel luglio 1911 stabilì un nuovo record mondiale di distanza e durata con 625 km in 7,18 ore su un aereo Blériot. Nel 1912, con entrambi i suoi fratelli, iniziò a costruire un proprio aereo basato su un progetto Blériot. Offrì successivamente l'aereo in regalo all'esercito belga che lo rifiutò perché il monoplano era considerato inferiore ai biplani. Nel 1913 batte sette record mondiali aeronautici.

### La prima guerra mondiale

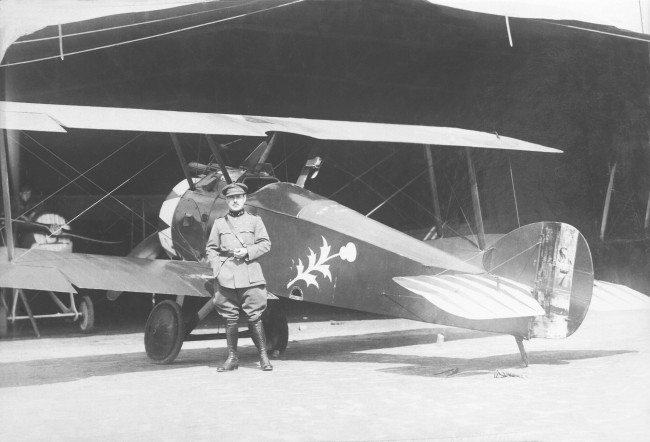
Jan Olieslagers davanti a un caccia Sopwith Camel.

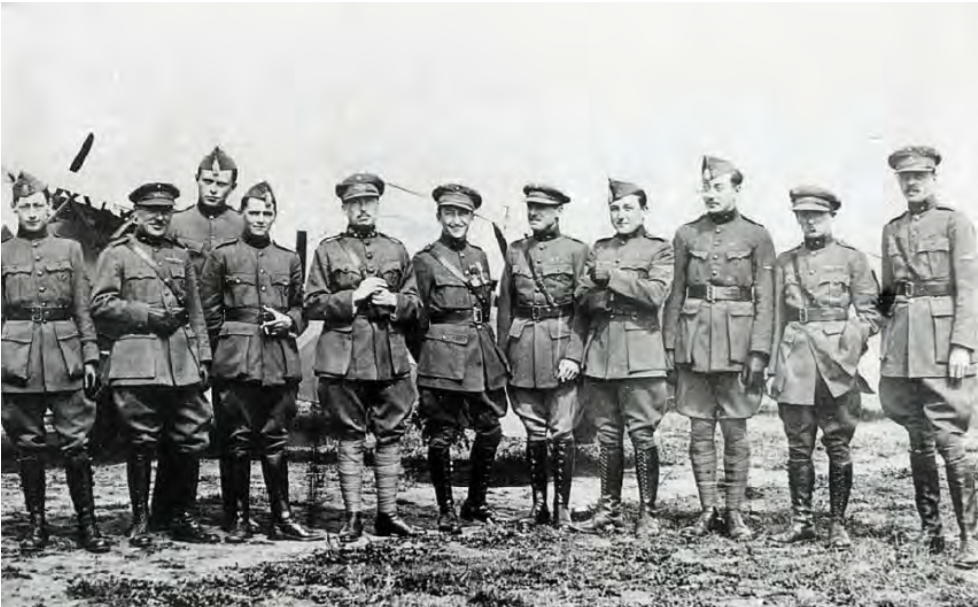
I piloti della 9éme Escadrille, da sinistra a destra : Gusto de Mévius, André De Meulemeester, Kervyn de Lettenhove, Pierre Dubois, sconosciuto, Willy Coppens, W. Gallez, sconosciuto, sconosciuto, Jan Olieslagers, sconosciuto.

Dopo lo scoppio della prima guerra mondiale e l'ultimatum tedesco al Belgio, telegrafò al Ministro della Guerra il 1° agosto e mise se stesso, i suoi aerei, le sue auto e il suo personale a disposizione dell'esercito. Il ministro rispose e gli chiese di presentarsi immediatamente. Ricevuta l'uniforme e una pistola FN Browning modello 1900 scoprì che il solo altro pilota presente nella caserma era il suo vecchio amico e concorrente, Jules Tyck. Nominato caporale insieme a Tyck, due giorni dopo, il 4 agosto 1914, le forze tedesche invasero il Belgio. Quella mattina presto, assegnato allo squadrone di Théophile Adolphe Wahis come specialista di ricognizione, egli fu portato allo stato maggiore belga dove il comandante generale gli chiese se fosse possibile sganciare una bomba dal suo aereo su una nave da guerra tedesca, che stava risalendo il fiume Schelda verso Anversa. Egli confermò che era fattibile, ma il suo aereo non era immediatamente disponibile e doveva essere prima trasportato li, cosa che fu fatta a tempo di record, ma troppo tardi per completare la missione di bombardamento. La battaglia di Liegi era in pieno svolgimento e i tedeschi stavano avanzando. Il 10 agosto 1914 intercettò con il suo aereo un ricognitore biposto tedesco nei pressi della città di Lovanio. L'equipaggio tedesco lo individuò e secondo la consuetudine, gli rivolse un cenno di saluto, ma egli, scambiandolo per una offesa, estrasse la sua pistola FN Browning 1900 dalla fondina e sparò agli aviatori nemici, svuotando il caricatore. I tedeschi, perplessi per quanto accaduto, si allontanarono velocemente. Il 13 agosto 1914 fu promosso sergente. Nel giro di pochi giorni divenne istruttore e pilotò velivoli biposto, mentre suo fratello pilotava il Blériot XI. I piloti belgi ora portavano in missione le pistole FN Browning con sacchetti di caricatori di riserva, mentre altri montavano le pistole all'interno della cabina di pilotaggio per renderle più facilmente accessibili. 
Gli aerei nemici furono individuati più facilmente durante la battaglia dell'Yser, mentre egli discusse di combattimento aereo con un ufficiale britannico, che gli diede una comoda carabina. Un sottufficiale francese di nome Raffalovitch, un tiratore esperto, gli propose di volare con lui e provare la carabina, ma il suo comandante venuto a conoscenza dei loro piani diede un ordine diretto di non combattere il nemico con le armi o di prendere parte ad alcuna forma di acrobazia. Il 1° ottobre 1914 o il 25 novembre 1914 divenne primo sergente e fu ammesso alla prima squadriglia caccia di Arsène Demanet, a Saint-Pol-lez-Dunkerque. Il 27 novembre 1914, re Alberto I conferì gli conferì l'Ordine di Leopoldo, la più alta onorificenza del paese. 
Trasferito alla 5éme Escadrille, che disponeva di solo cinque piloti, trascorreva le sue giornate a eseguire missioni di ricognizioni e trasportare ufficiali, dignitari e addestrare piloti. Il 5 gennaio 1915 il suo aereo precipitò ed egli  rimase gravemente ferito. Con decisione ministeriale del 18 marzo 1915 fu nominato sottotenente e destinato all'Aviation Militaire Belge.
Nel marzo 1915 lui e il suo osservatore riferirono che i tedeschi avevano costruito un nuovo ponte su terreni allagati, ma un altro osservatore contraddisse il suo rapporto. Desideroso di confermare le sue scoperte, si alzò in volo con una macchina fotografica a pellicola 9"x12" e fotografò il ponte. Fu la prima volta che la ricognizione fotografica fu utilizzata nell'aeronautica militare belga. Dopo che Roland Garros abbatté il suo primo aereo nemico con il fuoco della mitragliatrice nel marzo 1915 vicino alle linee belghe egli ispezionò l'installazione dell'arma del pilota francese notando che l'elica era rinforzata con piastre d'acciaio per deviare i proiettili. Al contrario, gli aerei belgi Blériot erano ancora equipaggiati con pistole FN Browning 1900 e varie carabine (sportive). Nel giugno 1915 prestava servizio alla 2éme Escadrille volando sui biposto Nieuport Ni 10 Scout, armati con una  mitragliatrice montata su una rotaia circolare che però influiva sull'equilibrio dell'aereo e le sue dimensioni tendevano a rovinare l'aerodinamica: faceva frenare l'aereo a seconda di come la mitragliatrice affrontava il vento e il flusso d'aria. Fece quindi pressioni per ricevere un aereo migliore e comunicò con la fabbrica Nieuport di Issy-les-Moulineaux, in Francia, che finì per convertire il suo aereo secondo le sue specifiche. Il supporto della mitragliatrice fu migliorato e ricevette una mitragliatrice Lewis come regalo speciale.  Si mise subito a modificare l'arma togliendo la copertura della canna, che aggiungeva peso e interferiva con l'aerodinamica, e si concentrò su altre modifiche per risparmiare peso.  Scoprì che la mitragliatrice si inceppava in determinate condizioni di vento e trovò un rimedio.  Le sue modifiche e i suoi miglioramenti furono comunicati alla BSA, che li adottò per il suo nuovo modello di aereo così come la richiesta di aumentare la capacità del caricatore.  
Nonostante gli importanti miglioramenti all'armamento non fu soddisfatto e concettualizzò due mitragliatrici montate sopra il raggio dell'elica, in linea con l'asse dell'aereo, conferendogli un migliore equilibrio. Le mitragliatrici erano attivate da un cavo e lui progettò un supporto girevole in modo che il pilota potesse raggiungere le mitragliatrici per cambiare i caricatori. I progetti e i miglioramenti da lui ideati furono accettati da Nieuport e il Royal Flying Corps britannico adottò il suo sistema.
Il 6 settembre 1915 partecipò al suo primo combattimento aereo volando su un velivolo armato con due mitragliatrici, e dotato di cinque caricatori di riserva. Divenne il primo pilota belga ad abbattere un aereo il 12 settembre 1915 costringendo un Aviatik C.I ad atterrare a Oudstuyvekenskerke.  Il suo Nieuport Ni.10, chiamato "le démon", era verniciato con una mimetizzazione. Conseguì altre quattro vittorie non confermate prima di passare al Nieuport 11 Bebé con il quale ottenne la sua seconda vittoria il 17 giugno 1916 distruggendo un Fokker D.II a Pypegaele. Nel 1917 ricevette un Hanriot HD.1, e successivamente eseguì un atterraggio forzato a Moëres rimanendo in coma per quattro giorni prima di poter tornare a combattere nel gennaio 1918.
Il 30 giugno 1917 fu nominato tenente in forza alla 1éme Escadrille, passando poi nella 9éme Escadrille. Fu a Schoore che abbatté il suo quarto aereo tedesco il 14 giugno 1917,
e il giorno dopo un Fokker D.II su Keyem, ma il 10 aprile 1918 fu a sua volta colpito sopra Gand e si schiantò in un bosco. Il 3 maggio 1918 abbatté il suo quinto aereo, un Fokker D.VII su Westende, e il 19 dello stesso mese il sesto, un Albatros D.V, su Woumen.
Alla fine della Grande Guerra aveva effettuato 518 sortite, sostenuto 97 combattimenti aerei, e conseguito 6 vittorie accertate e 17 vittorie non confermate. 
Fu smobilitato solo il 23 settembre 1919 e continuò a far parte dell'aeronautica belga come tenente della riserva. Nel 1919 re Alberto I lo aveva promosso a capitano, ma il Dipartimento della Guerra gli riconobbe la promozione sei anni dopo. Il 29 settembre 1919, in forza alla 6éme Escadrille, fu messo in congedo senza retribuzione, ammesso ai ranghi della riserva con il grado di tenente, e posto in pensione dal 1° marzo 1923. Aprì un garage e lavorò alla creazione dell'aeroporto di Anversa.  Nel 1927 fondò l'Aero Club di Anversa. Come ufficiale della riserva apparve ufficialmente solo una volta, precisamente al funerale del re Alberto I, dove portò la bandiera dell'aviazione militare. Membro fondatore nel 1937 e presidente dal 1939 al 1942 dell'associazione "Les Vieilles Tiges Belges".  Morì di cancro a Berchem il 23 marzo 1942 mentre il suo paese era ancora sotto l'occupazione tedesca. La bara fu ricoperta dalla bandiera belga e nella chiesa si suonò la "Brabançonne", contro ogni divieto.  Fu sepolto nella sezione militare belga del cimitero di Schoonselhof ad Anversa.

### Annotazioni
1. ↑  Olieslagers intrattenne gli ufficiali britannici e fornì loro pacchetti di informazioni tecniche, tra cui fotografie e disegni delle sue innovazioni che concettualizzò con suo fratello Jules, che si occupò della fusione e della lavorazione delle parti.
2. ↑  Resoconti non ufficiali indicano che ne abbatté più di 28.

### Fonti
1. 1 2 3 4 5 6 7 8 9 10 11 12 13  The Aerodrome.
2. 1 2 3 4 5 6  Early Aviators.
3. 1 2 3 4 5 6  First Wold War.
4. 1 2 3 4 5 6 7 8 9 10 11 12 13 14 15 16 17 18 19 20 21 22 23 24 25 26 27 28 29 30 31 32 33 34 35 36 37 38 39 40 41 42 43 44 45 46 47 48 49 50 51 52 53 54 55 56 57  American Rifleman.
5. 1 2 3 4 5 6 7 8 9 10 11 12 13 14 15  Vielles Tiges Belge.
6. 1 2 3  Mancini 1936, p. 472.